# Gargantilla
Gargantilla è un comune spagnolo di 491 abitanti situato nella comunità autonoma dell'Estremadura.